# Butte des Zouaves
La butte des Zouaves ou butte aux Zouaves est un champ de bataille de la Première Guerre mondiale, située à Moulin-sous-Touvent dans le nord-est de  l'Oise. 

## Lieu de mémoire de la Première Guerre mondiale
Cette butte se trouvait sur la ligne de front allant de Tracy-le-Val à la ferme de Maison-Rouge. Occupée par les troupes françaises depuis septembre 1914, une compagnie entière de Zouaves y fut ensevelie par l'explosion d'une mine allemande en décembre 1914. 

## Lieu de mémoire de la Seconde Guerre mondiale
Pendant l'Occupation, en 1942, six otages y furent fusillés par les Allemands. Le site est inscrit en tant que Monument historique depuis le 2 avril 2002.

## Un lieu de mémoire contesté
Le site fait l'objet depuis 2010 d'une contestation  de son inscription, de la part de la société Gurdebeke, une entreprise voisine de stockage de déchets qui souhaiterait voir réduire le périmètre de protection de 500 à 150 mètres, auprès des tribunaux. 
La SCI du Marquet a ainsi sollicité en 2014 le préfet de région pour obtenir la radiation de l’inscription puis a demandé au tribunal administratif d’Amiens d’annuler la décision implicite de rejet résultant du silence observé par le préfet. Pour justifier sa demande, la société a produit divers archives et travaux d’historiens locaux remettant en cause l’authenticité historique du lieu. Par une décision expresse du 11 juillet 2017, le préfet a rejeté la demande de radiation mais, par un jugement du 31 décembre 2019, le tribunal administratif d’Amiens a annulé cette décision, confirmé par la cour administrative d’appel de Douai par un arrêt en date du 1er décembre 2020.
Par un arrêt du 6 avril 2023, la cour administrative d'appel de Douai a confirmé le refus de radiation de la Butte des Zouaves de l’inventaire supplémentaire des Monuments Historiques en raison du souvenir d’événements des deux guerres mondiales qui y est attaché et de sa consécration progressive comme lieu de mémoire.